# Humberto Carrão
Humberto Halbout Carrão Sinoti (Río de Janeiro, 28 de agosto de 1991) es un actor brasileño.

## Vida privada
En 2009, durante la grabación de la décimo-sexta temporada de Malhação, comenzó a salir con la actriz Bianca Bin. La relación solo duró ocho meses.
Desde el año 2012, es novio de la también actriz Chandelly Braz, a quien conoció durante las grabaciones de Encantadoras.

## Filmografía
Aquarius. Película. 2016. De Kleber Mendonça Filho.
Paraíso Perdido

### Televisión
| Año  | Título                   | Personaje                                     |
| ---- | ------------------------ | --------------------------------------------- |
| 2004 | Malhação                 | Diogo Soares da Costa                         |
| 2005 | Bang Bang                | Pablito Bolívar                               |
| 2007 | Sítio do Picapau Amarelo | Caipora                                       |
| 2009 | Malhação                 | Caio Lemgruber                                |
| 2010 | Cuchicheos               | Luís Otávio Martins (Luti)                    |
| 2011 | Aquele Beijo             | Presentador del concurso                      |
| 2012 | Dercy de Verdade         | Arnald                                        |
| 2012 | Encantadoras             | Elano Fragoso                                 |
| 2013 | Laberintos del corazón   | Fábio Queiroz (Fabinho) / Fábio Fiori Campana |
| 2014 | Hombre nuevo             | Davi Reis                                     |
| 2016 | A Lei do Amor            | Tiago Leitão                                  |
| 2022 | Todas las flores         | Rafael Martinez Barreto                       |
| 2024 | Renascer                 | El joven José Inocêncio                       |
| 2025 | Vale Tudo                | Afonso Almeida Roitman                        |